# Scomparsa di Frederick Valentich

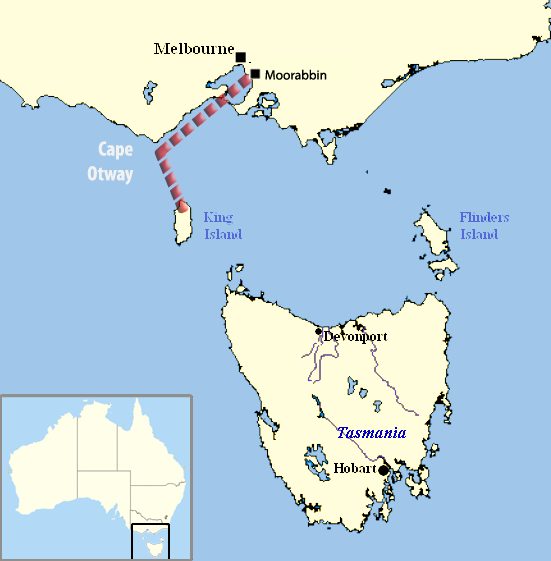
Rotta di Valentich dal Moorabbin Airport a King, stretto di Bass

La scomparsa di Frederick Valentich avvenne il 21 ottobre 1978 in Australia e ha riguardato la scomparsa di un giovane pilota di nome Frederick Valentich mentre era alla guida di un aereo da turismo.
Questa scomparsa, avvenuta in circostanze non chiarite, è stata collegata al fenomeno UFO perché il pilota comunicò via radio di averne avvistato uno che volava dietro il suo aereo poco prima di interrompere ogni contatto. Il Dipartimento dei Trasporti Australiano espresse riguardo alla situazione grande scetticismo, ipotizzando che il pilota avesse per qualche motivo perso l'orientamento e avesse scambiato per un UFO le luci posteriori del proprio velivolo per poi perderne completamente il controllo. Secondo questa versione il velivolo sarebbe precipitato poi nell'oceano.

## Storia

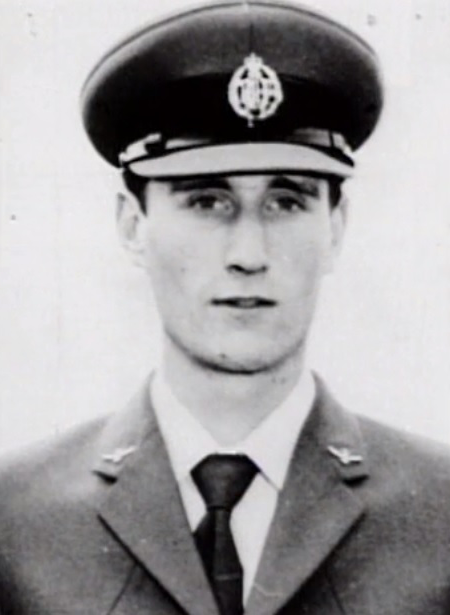
Frederick Valentich

Frederick Valentich era un giovane pilota di vent'anni, che aveva alle spalle circa 150 ore di volo. Aveva tentato di entrare nella Royal Australian Air Force (RAAF) ma era stato rifiutato. Aveva quindi cercato di diventare pilota commerciale, ma per due volte non era riuscito a superare gli esami. Aveva un grande interesse per l'ufologia.
Il 21 ottobre 1978 Valentich era decollato dall'aeroporto di Moorabbin, nei pressi di Melbourne, a bordo di un aereo da turismo Cessna 182. Il giovane pilota aveva in programma di fare un viaggio di andata e ritorno lungo lo Stretto di Bass fino all'isola King, situata alla distanza di 240 km. Alle 19:06 stava sorvolando il mare e chiamò la torre di controllo dell'aeroporto per chiedere se in zona era presente un altro aereo. Il controllore rispose negativamente e Valentich disse di vedere dietro il suo aereo, ad un'altezza di circa 1.500 metri, un velivolo sconosciuto illuminato da quattro luci. Su richiesta del controllore, disse di non potere identificare il tipo di aereo né le dimensioni, perché il velivolo si muoveva a grande velocità; Valentich aggiunse anche che seguiva il suo aereo, scendeva di quota e si avvicinava. Alle 19.10 comunicò che il velivolo sconosciuto non era un aereo, ma presentava una superficie metallica ed era sormontato da una luce verde. Disse poi che l'oggetto stava girando intorno al suo aereo. Dopo qualche minuto, Valentich comunicò di avere problemi al motore e ripeté ancora che il velivolo sconosciuto non era un aereo. Alle 19.12 si sentì un rumore metallico e la comunicazione cessò.
Alle 19.28 la RAAF inviò sul posto un aereo per le ricerche, ma senza risultato. Ulteriori ricerche furono condotte fino al 25 ottobre con la partecipazione di navi e di aerei civili e militari, ma non furono trovati né i resti dell'aereo né il corpo del pilota. Valentich fu così dichiarato scomparso.
Secondo il rapporto ufficiale del Department of Transport (DOT) australiano, le cause della scomparsa dell'aereo sono ignote. Alcuni funzionari del DOT hanno ipotizzato che Valentich si sarebbe disorientato per una ragione sconosciuta e avrebbe volato a testa in giù, confondendo il riflesso delle luci del proprio aereo sulla superficie del mare con l'apparizione di un oggetto sconosciuto, che avrebbe riferito al controllore di volo; poi sarebbe precipitato e si sarebbe inabissato nell'oceano. La sua credenza negli UFO l'avrebbe portato a modificare l'interpretazione di un fenomeno perfettamente naturale (Anche se Valentich non nomina mai la parola UFO, ma si limita a indicare un oggetto sconosciuto).

## Ipotesi alternative
- Dato che le condizioni meteorologiche erano buone, gli ufologi non ritengono convincente la spiegazione del disorientamento. La descrizione fatta da Valentich di una luce verde in movimento che scendeva in picchiata in direzione del suo aereo non si accorderebbe con l'ipotesi che avrebbe osservato il riflesso delle luci del suo stesso aereo. Alcuni testimoni avrebbero inoltre raccontato di avere visto in cielo una luce verde che seguiva l'aereo di Valentich. Per gli ufologi, l'aereo sarebbe scomparso a causa di un UFO. Essi ritengono che non si possa però dire se l'UFO abbia causato la distruzione dell'aereo o se Valentich sia stato rapito; nel primo caso, la causa della distruzione potrebbe essere dovuta ad emissioni elettromagnetiche da parte dell'UFO, che avrebbero causato problemi al motore del velivolo. Il suono metallico sentito prima dell'interruzione della comunicazione potrebbe essere stato causato dall'inizio della disintegrazione dell'aereo o, nel caso di un rapimento alieno, dall'intervento deliberato di entità aliene[6].
- Secondo un'altra ipotesi, Valentich potrebbe avere programmato volontariamente la sua scomparsa; le condizioni meteorologiche erano buone, il suo aereo aveva abbastanza carburante per un viaggio di 800 km e potrebbe essere atterrato senza essere stato rilevato dai radar. A sostegno di questa ipotesi ci sarebbe il rapporto ricevuto dalla polizia di Melbourne e riguardante il misterioso atterraggio di un piccolo aereo avvenuto non lontano da Capo Otway nello stesso periodo della scomparsa di Valentich; la famiglia però non crede ad una scomparsa volontaria[7].
- Venne anche ipotizzato che Valentich si sia suicidato, ma il suo medico e i suoi colleghi hanno escluso quest'ipotesi[8].
- Nel 2013 l'investigatore scettico Joe Nickell ha esaminato il caso insieme a James McGaha, ex astronomo e pilota dell'US Air Force. I due hanno ipotizzato che Valentich fu ingannato dall'illusione di un orizzonte inclinato, che tentò di compensare; inavvertitamente, il pilota mise il suo aereo in una spirale discendente, che gli diede l'impressione che un altro velivolo orbitasse intorno al suo aereo. Secondo Nickell e McGaha, la forza g di una spirale di questo genere diminuirebbe il flusso di combustibile, provocando i problemi al motore riferiti dal pilota. Quanto alle luci osservate da Valentich, essi erano i pianeti Marte, Venere e Mercurio insieme alla stella luminosa Antares; questi corpi celesti si presentavano in quel giorno in maniera coerente alla descrizione riferita inizialmente dal pilota. Rimane la questione della luce verde dietro l'aereo, riferita da Valentich e confermata da alcuni testimoni; per chiarire questo particolare, uno dei testimoni è stato nuovamente interrogato ed ha precisato che la luce da lui osservata assomigliava in effetti alla luce di navigazione di un aereo[9].